# Conservation Biology (Fachzeitschrift)
Conservation Biology (Conserv Biol) ist eine begutachtete, internationale Fachzeitschrift für Naturschutzbiologie und Biodiversitätsschutz.
Sie erscheint seit 1987 und ist die Hauptzeitschrift der Society for Conservation Biology. David Ehrenfeld, der mit seinem Buch Biological Conservation der 1985 gegründeten herausgebenden Gesellschaft war, wurde der erste Chefredakteur der Zeitschrift. Der Impact Factor beträgt 6,6 und sie belegt Platz 26 von 706 Fachzeitschriften.